# Sedum leibergii
Sedum leibergii är en fetbladsväxtart som beskrevs av Britt.. Sedum leibergii ingår i Fetknoppssläktet som ingår i familjen fetbladsväxter. Inga underarter finns listade i Catalogue of Life.